# Польсько-французькі відносини
Польсько-французькі відносини  сягають кількох століть, хоча вони справді стали актуальними лише за часів Французької революції та правління Наполеона I. Поляки були союзниками Наполеона ; велика польська громада оселилася у Франції у 19 столітті, а поляки та французи також були союзниками у міжвоєнний період . Хоча ніколи в історії польська армія не воювала проти своїх французьких колег , дві країни не мали добрих стосунків у минулому , через небажання Франції допомагати Польщі у Другій світовій війні та пізніше, західній зраді, в якій звинувачували Францію за продаж Польщі Радянському Союзу . Офіційні відносини, охололи під час « холодної війни», покращилися після падіння комунізму . В даний час обидві країни входять до складу Європейського Союзу та НАТО . Польща також є спостерігачем у міжнародній організації де франкофонії . 

## Історія

### До 18 ст

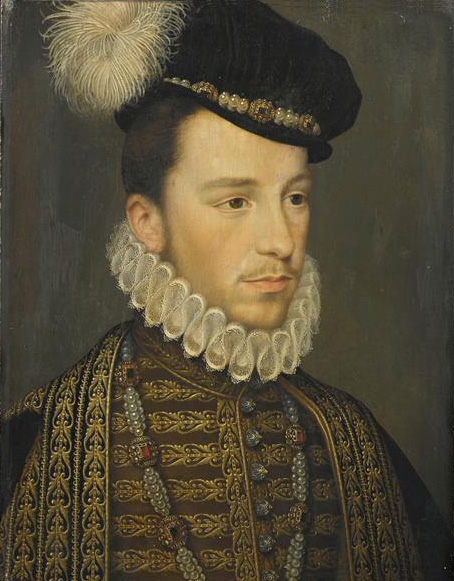
Генріх III Франції, король Польщі та король Франції

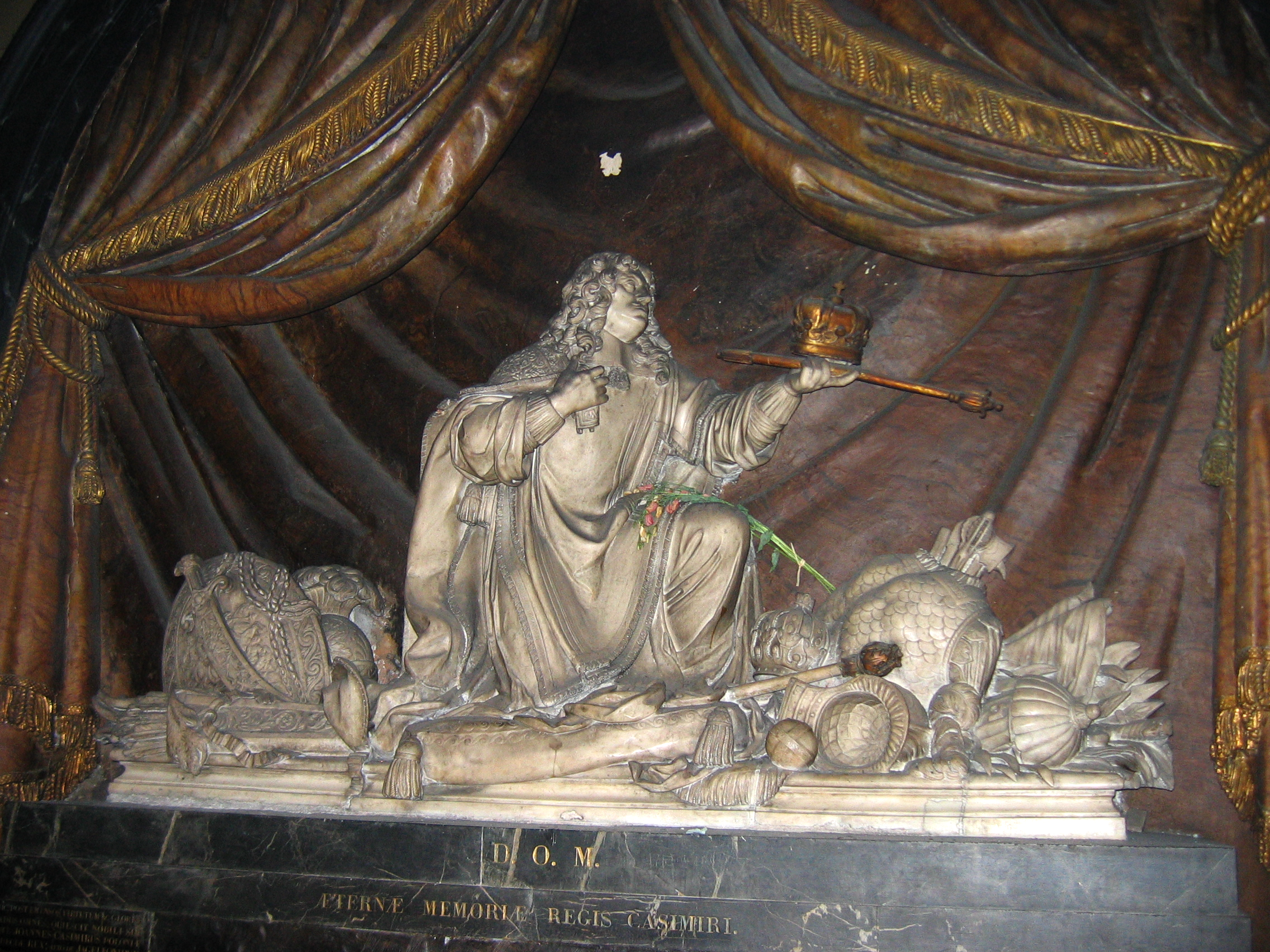
Поховання могили серця короля Іоанна II Казимира в Аббаї де Сен-Жермен-де-Пре, Париж

Польсько-французькі відносини зароджувалися до 18 століття через географічну віддаленість та відсутність участі Речі Посполитої у війнах Західної Європи. Помітний виняток стався у 1573 році, коли Генріх III Франції був обраний королем Польщі, але він наступного року звільнився з цієї посади. Французький орден Святого Духа був присвячений Святому Духу за вшанування спадкоємства Генріха III як короля Польщі (1573) та Франції (1574) на двох П'ятидесятницях . 
Два польські королі, Владислав IV Ваза та Іоанн II Казимир, були одружені з французькою принцесою Людвікою Марією Гонзагою . Після відмови в 1668 році Іоанн II Казимир повернувся до Франції, де приєднався до єзуїтів і став ігуменом Сен-Жермен-де-Прес у Парижі.. В кінці 17 століття король Іоанн III Собеський одружився з французькою принцесою Марі Казіміром Луїзою де Ландж Аркеен і намагався створити польсько-французький союз. 
Шарль-Париж д'Орлеан ; Франсуа Луї, принц Конті ; Анрі Жуль, принц Конде ; а Луї, принц Конде, були кандидатами на польський престол. 

### 18 ст
На початку 18 століття Станіслав I Лещинський, король Польщі, який намагався продовжити зусилля Собеського та вирівняти Польщу та Францію, втративши громадянську війну в Польщі, відійшов у Францію. У середині 18 століття його дочка, принцеса Марія Лещинська, була королевою консистенцією Франції та дружиною Людовіка XV . 
Під час антиросійської адвокатської конфедерації Французький суд  підтримав польських конфедератів, пославши французьких офіцерів при Шарлі Франсуа Дюмуріесі . В кінці 18 століття і Польща, і Франція вступили в революційний період, Французька революція мала великий вплив на реформи Великого сейму в Польщі. Однак жодного офіційного польсько-французького союзу не було; насправді Франція мала  відхиляти деякі свої проблеми, не поєднуючись з Польщею, як сусіди Польщі, ( Королівство Пруссія, Австрійська імперія та Російська імперія ), очікуючи утворення такого союзу, і враховуючи польські реформи як ознаку  впливу, були зайняті проведенням розділів Польщі і мали менше ресурсів, щоб запастися на боротьбу з подіями у Франції. 

### Наполеонівська ера

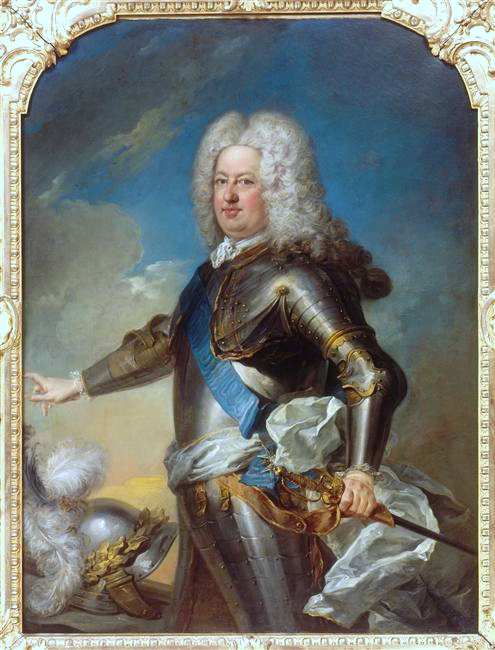
Король Станіслав I

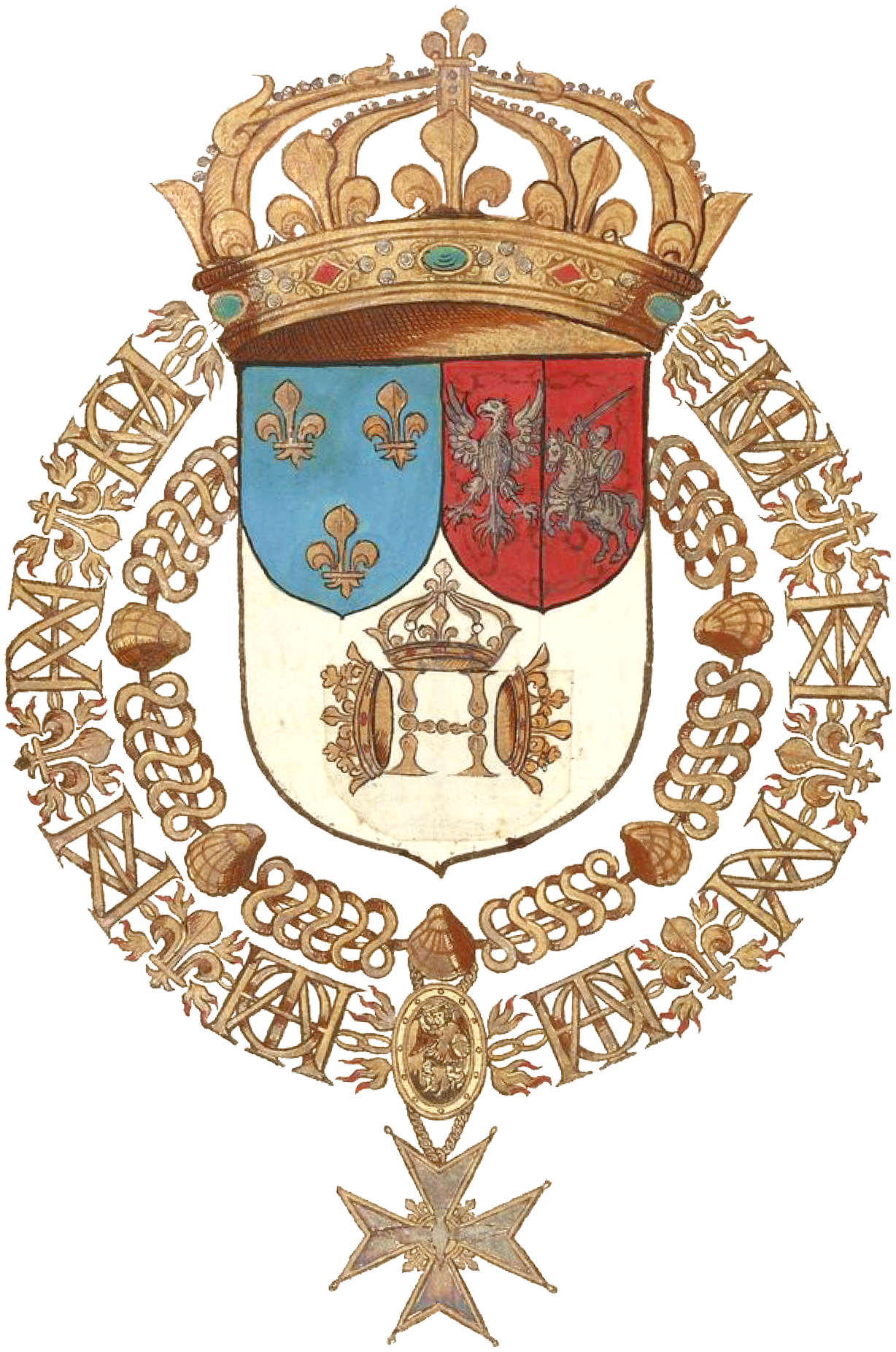
Герб Генріха III як короля Польщі та короля Франції

Створення Наполеоном герцогства Варшавського дало змогу воскресити польську націю з політичної могили, до якої вона була відправлена , що закінчилися в 1795 році, хоча в реальному розумінні "незалежність" не мала більшого значення, ніж Конгрес Польщі, що виникла з Віденського поселення. Однак Герцогство представляло надію на справжню незалежність, тоді як Конгрес Польщі завжди перебував у тіні Росії. 
Інше важливе значення великого герцогства Наполеона полягає в тому, що воно певною мірою відкинуло стару феодальну Польщу під владу подільних держав. Кріпосне право було скасовано та запроваджено сучасний юридичний кодекс за французькою моделлю. Критичним був внесок наполеонівського періоду у створення національної легенди чи міфу, який мав підтримати та втішити поляків протягом наступних десятиліть. Крім усього іншого, це сприяло вірі в те, що решта Європи проявляє постійний інтерес до долі Польщі, що випливає з підтримки Бонапарта у 1797 р. Для формування польських легіонів, набраних з числа емігрантів та інших вигнанців, які проживають в Італії. Державний гімн Польщі - " Мазурка Домбровського " - це святкування командира легіону Яна Генріка Домбровського, а Наполеон згадується лише мимохідь. Поводження Наполеона з цими солдатами було вкрай цинічним.      Після Люневільського договору 1801 року їх відправили до Вест-Індії, щоб придушити повстання рабів у французькій колонії Сен-Домінгу, або сучасній Гаїті. 
Наполеон продовжував використовувати поляків там, де це йому найбільше підходило. З числа нових сил, зібраних після створення Великого герцогства Варшавського, близько 10 000 були відправлені на боротьбу проти іспанців та англійців у війні півострова . Однак поляки були найбільше захоплені війною 1812 р. Проти Росії - яку Наполеон назвав Другою польською війною - оскільки вони формували далеко не найбільший іноземний контингент Великої армії. Немає точної інформації про те, якою була б формація миру, якби Наполеон виграв війну проти Олександра, але багато поляків вважали, що це, принаймні, призведе до повністю відновленої Польщі, включаючи Литву; поверненням, іншими словами, до ситуації до першого поділу 1772 року. Весь досвід Великого князівства Варшавського - це впевненість Польщі у обіцянні Наполеоном кращого майбутнього, хоча насправді немає нічого, що підтверджує, що він виконав ці очікування.      
Польська національна рішучість вплинула на царя Олександра I, оскільки він визнав, що повернення на положення, які склалися в 1795 році, коли Польща була погашена.. За його постановами  землі, які потрапили до Пруссії на Третьому розділі, включаючи місто Варшава, стали частиною його нової «Польської держави», держави-супутника, що мала високу політичну широту, і тієї, що зберігала наполеонівський код . Олександр, можливо, сподівався передати частину жорстокої вірності, яку раніше поляки виявляли до свого великого суперника; але він просто увічнив міф. Надія на ліберальну Польщу, Наполеонівську Польщу зберігалася живою, доки вона не була знищена в повстанні 1830-1831 років. Після цього більшість тих, хто вирушив у вигнання, шукали притулку у Франції, батьківщині міфу про Наполеон, який дав йому свіже життя. У 1834 р. з паризького заслання Адам Міцкевич написав свою епічну поему «Пан Тадеуш», яка таким чином відзначає вступ Наполеона до Литви у 1812 році; Всі впевнені у перемозі, плачте зі сльозами на очах - Бог з Наполеоном, а Наполеон з нами! 
Хоча легенда занепадала протягом багатьох років, тим більше, що Наполеон III не підтримував польського підйому 1863 року, він не загинув. Він отримав нове заохочення в 1918 році, оскільки Франція була єдиною західною державою, яка запропонувала некваліфіковану підтримку нової незалежної Польщі. 5 травня 1921 року, сотня річниця з дня смерті Наполеона, була офіційно відзначена вшануванням пам’яті нової нації. І він живе, і буде жити далі, у національному гімні.

### Велика імміграція

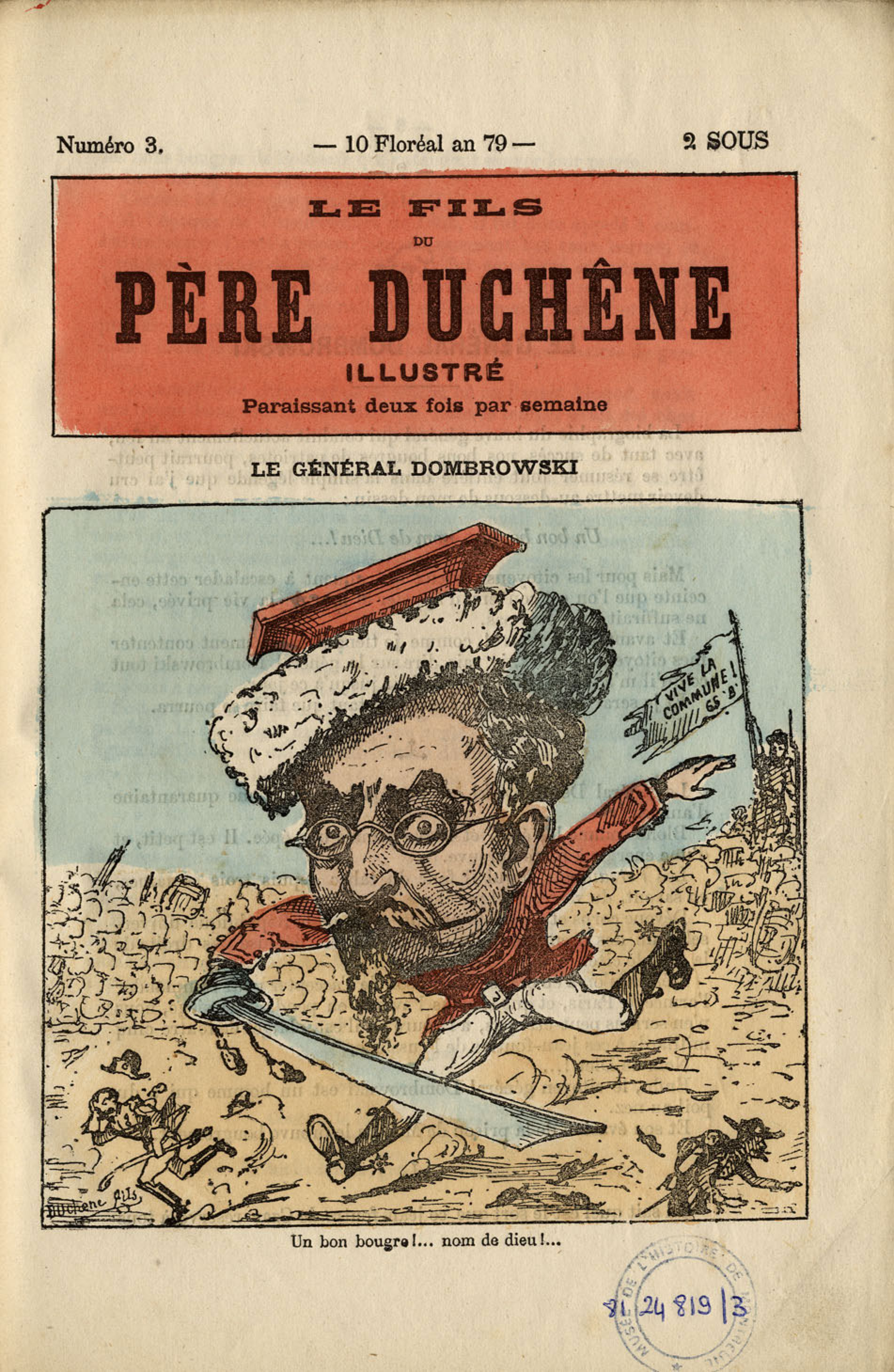
Ярослав Домбровський - карикатурний фільм у Le Père Duchesne Illustré : "Un bon bougre!... Nom de Dieu!... " ("Гарний хлопець!... Добрий Бог!... ")

Була велика імміграція політичних еліт Польщі з 1831 – 1870. З кінця 18 століття люди, які здійснювали свою діяльність за межами країни як емігранти, відігравали головну роль у політичному житті Польщі. Через цю еміграцію політичних еліт значна частина політичної та ідеологічної діяльності польської інтелігенції протягом 18-19 століть здійснювалася за межами земель розділеної Польщі. Більшість цих політичних емігрантів були засновані у Франції, яку поляки сприймають під свіжим впливом Наполеона - як бастіон свободи в Європі. 
Саме в ту епоху деякі знамениті поляки приїхали жити до Франції, наприклад, композитор Фредерік Шопен,і такі письменники, як Адам Міцкевич, Кіпріан Норвід або такі підприємці, як Луї Воловський і Сітроен, і набагато пізніше, вчена Марія Склодовська-Кюрі (Марі Кюрі) . 

### Міжвоєнний період
Польща та Франція були політичними та військовими союзниками у міжвоєнний період. Політична угода, підписана в Парижі 19 лютого 1921 року, налагодила співпрацю між ними.  Починаючи з Блакитної армії, яка допомагала Франції у Першій світовій війні та Французької військової місії до Польщі під час польсько-радянської війни (1919–1921), франко-польський військовий союз був підписаний у 1921 році і тривав до наступу Німеччини на Польщу . 

### Друга Світова війна
Після вторгнення нацистської Німеччини та окупації Польщі в кінці 1939 р. У Франції утворилася нова польська армія під командуванням генерала Владислава Сікорського . До складу польських підрозділів входила, одна  гренадерська дивізія . Однак польсько-французькі відносини зіпсувалися через небажання Франції допомагати Польщі (" західна зрада "). Після падіння Франції у 1940 р. Польсько-французькі відносини здебільшого припинилися, але деякі поляки стали частиною французького Опору . 

### Холодна війна
Під час холодної війни польсько-французькі відносини були поганими, оскільки обидві країни були на протилежних сторонах холодної війни . Однак Франція знову була місцем процвітаючої польської емігрантської громади (див. Культура та Єжи Гедройць ). Інші видатні члени польської спільноти у Франції того періоду включали Рене Госкіна . 

### Пост-1991

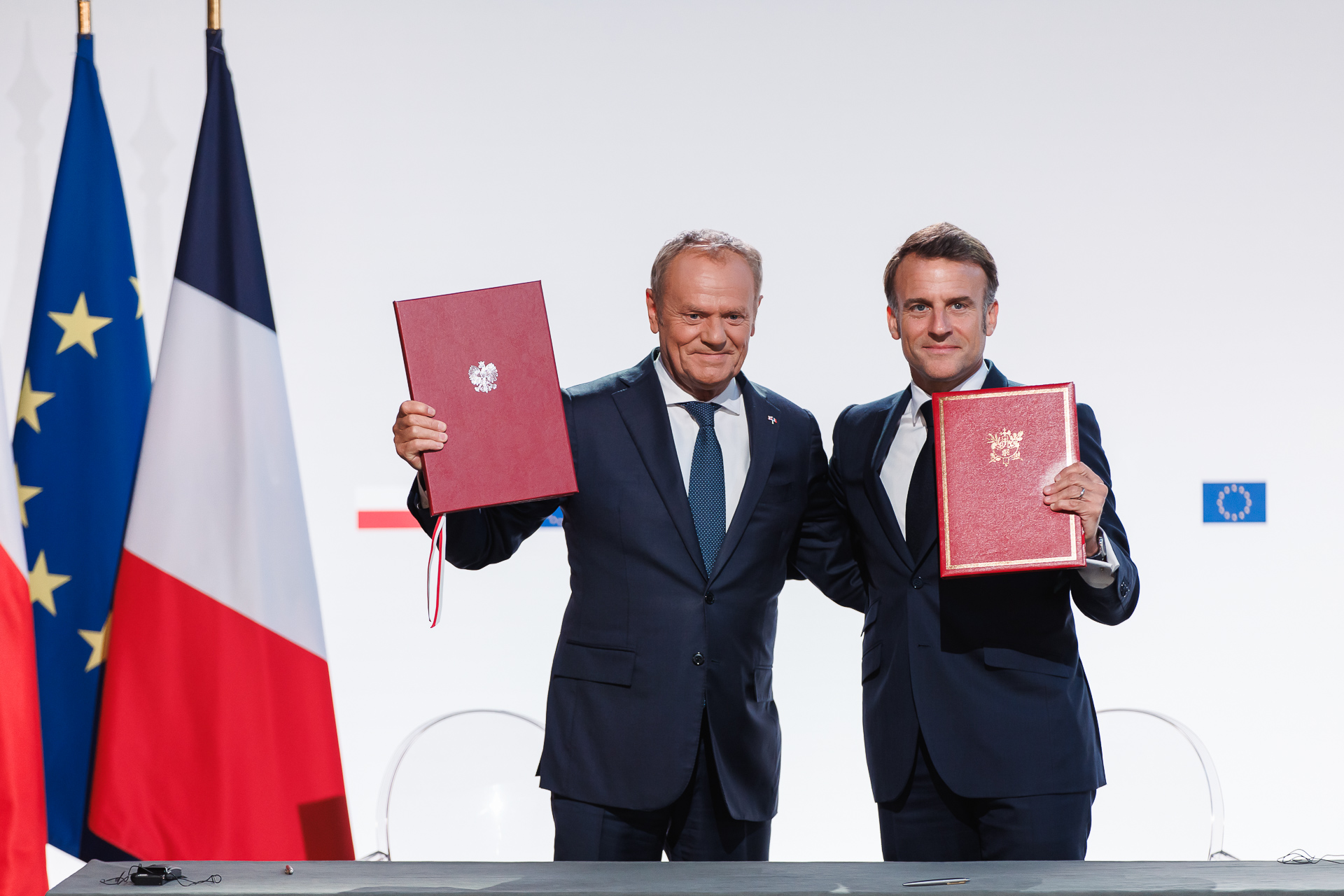
Президент Франції Еммануель Макрон (ліворуч) та прем'єр-міністр Польщі Дональд Туск під час церемонії підписання нового польсько-французького договору, 2025

Польсько-французькі відносини покращилися після падіння комунізму . 
Франція, як член-засновник Європейського співтовариства, Європейського Союзу та НАТО, а також постійний член Ради Безпеки Організації Об'єднаних Націй та ядерної держави, є одним з головних політичних, економічних, культурних, наукових та технологічних партнерів Польщі. 
2004 рік став значним проривом у польсько-французьких відносинах. Після періоду напруженості, викликаного різними підходами до іракської кризи та переговорів з Європейською Конституцією, відносини покращилися. Після вступу Польщі до Європейського Союзу 1 травня 2004 р. щорічно організовуються зустрічі глав держав обох країн. 
Франція є найбільшим учасником прямих іноземних інвестицій у Польщі. Французькі компанії з найбільшою присутністю в Польщі включають Orange, Vivendi, Carrefour, Casino, Crédit Agricole, Saint Gobain та Auchan . 
Суперечливість викликала фраза " польський водопровідник ", яка з'явилася у Франції близько 2005 року. 
Близько мільйона етнічних поляків проживають у Франції, зосередженій у регіоні Нор-Па-де-Кале, у мегаполісі Лілла та вугледобувному регіоні ( шахтний мініер ) навколо Ленса і Валенсьєна . Нащадки польських мінералів також є в Оберні . 
Міжурядові консультації між Польщею та Францією відбувались чотири рази. Останній такий саміт відбувся  23 листопада 2017 року в Парижі з президентом Еммануелем Макроном та прем'єр-міністром Беатою Шідло .

## Постійні дипломатичні представництва
- У Франції є посольство у Варшаві .
- Польща має посольство в Парижі та генеральне консульство в Ліоні .

## Дивись також
- Поляки у Франції
- Список послів Франції у Польщі